# Пак Бом
Пак Бом (кор. 박봄; род. 24 марта 1984 года, более известная как Бом) — южнокорейская певица. Является участницей гёрл-группы 2NE1 (группа вновь возобновила свою деятельность под крылом YG Entertainment в 2024 году).
Музыкальная карьера Бом началась в 2006 году с участия в записи песен коллег по лейблу Big Bang, Лекси и Masta Wu. В 2009 году дебютировала в составе 2NE1. Помимо деятельности в группе, она также выпустила синглы «You and I» и «Don’t Cry».

## Ранняя жизнь и образование
Пак Бом родилась 24 марта 1984 года в Сеуле, Южная Корея. Её старшая сестра Пак Го Ын — виолончелистка. В шестом классе Бом отправилась в США для получения образования. Она окончила академию Гоулд в Бетеле, а позже поступила в Университет Лесли на факультет психологии Будучи студенткой, Бом начала интересоваться музыкой из-за Мэрайи Кэри, которую потом описала как одно из своих самых больших музыкальных влияний. Однако родители не разрешили начать ей карьеру. Поэтому она поступила в Музыкальный колледж Беркли без их согласия.
Возвратившись в Корею, Бом незамедлительно решила присоединиться к YG Entertainment, но стала стажёром лишь после трёх лет попыток. В 2006 году она приняла участие в записи двух ранних синглов Big Bang — «We Belong Together» и «Forever With You».

## Карьера

### 2009−14: Дебют в 2NE1 и сольная деятельность

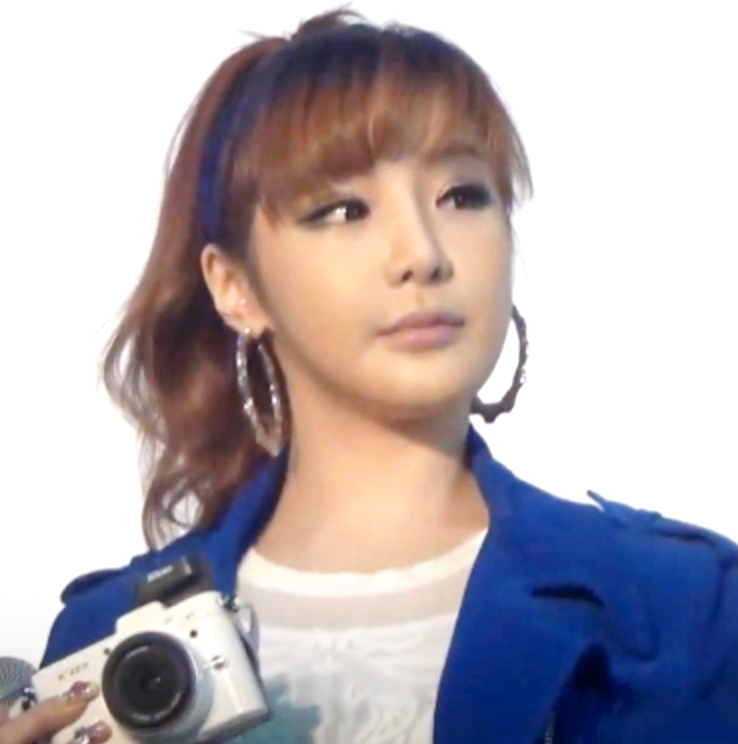
Бом в апреле 2012 г.

В 2009 году Бом дебютировала в 2NE1 вместе с CL, Сандарой Пак и Минзи, заняв позицию главной вокалистки. Группа записала сингл «Lollipop» до своего официального дебюта в марте того же года (в мае они дебютировали свой первый сингл «Fire»). Коллектив заработал успех с песней «I Don’t Care» и дебютным мини-альбомом 2NE1. «I Don’t Care» победила в номинации «Песня Года» на Mnet Asian Music Awards, и 2NE1 стали первой группой, выигравшей дэсан в год дебюта. В августе 2009 года, когда группа временно прекратила совместную деятельность, Бом выпустила свой первый сингл «You and I». Песня также стала «Лучшим цифровым синглом» на Mnet Asian Music Awards в 2010 году. В апреле 2011 года она выпустила свой второй сингл «Don’t Cry», который также имел успех. В том же году она приняла участие в записи песни саб-юнита GD & TOP, а также в сольной песне G-Dragon.
В 2013 году был сформирован саб-юнит Бом и Ли Хай, также известный как BOM&HI. 17 декабря того же года они выпустили кавер-версию сингла «All I Want for Christmas Is You». Они также приняли участие в японской версии сингла G-Dragon «Black». В 2014 году стала участницей шоу «Соседи», но в скором времени покинула его из-за скандала с перевозкой лекарств.

### 2015−2017: Распад 2NE1 и уход из YG Entertainment
После того, как скандал с перевозкой лекарств стал достоянием общественности, Бом была вынуждена взять перерыв в карьере, в результате чего до конца 2014 года 2NE1 выступали лишь втроём. В декабре 2015 года 2NE1 в последний раз выступили вчетвером на Mnet Asian Music Awards. На протяжении 2016 года ходило множество слухов о камбэке группы, однако после ухода Минджи статус коллектива в деятельности вновь стал неясным. 25 ноября 2016 года YG Entertainment выпустили официальное заявление, в котором подтвердили расформирование 2NE1 после семи лет существования. 21 января 2017 года группа выпустила свой прощальный сингл «Goodbye».
В апреле 2017 года появились слухи о том, что Бом возвращается на сцену под лейблом THE BLACK LABEL, который является дочерней компанией YG. Однако 1 мая YG Entertainment опровергло данную информацию.

### 2019: Возвращение на корейскую сцену и новое агентство
В 2018 году стало известно, что Бом подписала контракт с D Nation Entertainment, главой которого является её давний друг Скотти Ким.
15 февраля 2019 появилась информация о том, что Пак Бом готовится к сольному возвращению на музыкальную сцену.
5 марта открылся сайт по предзаказу её сольного альбома, после закрытия предзаказов, их количество составило 4534 экземпляра. Это сделало её лидирующим соло исполнителем по продажам в 2019 году (январь-март)
13 марта состоялся релиз альбома «Spring». Заглавная песня альбома «Spring» была записана при участии Пак Сандары.
23 апреля Бом объявила что планирует выпустить три альбома в этом году. 2 мая состоялся релиз репак-альбома «BLUE ROSE». Заглавный сингл «4:44» при участии Хвиин из Mamamoo.
1 июля 2019 года состоялся релиз первого саундтрека Пак Бом «I Do, I Do» к дораме Perfume.
Пак Бом приняла участие в шоу Queendom от телеканала Mnet, которое начали транслировать 29 августа 2019 года. В рамках этого шоу Бом сделала кавер совместно с рэпером Cheetah на песню «Hann (Alone)» группы (G)I-DLE, которые являлись конкурентками певицы в шоу Queendom, кавер на песню Тэяна «Eyes, Nose, Lips», а также Пак Бом выпустила сингл «Wanna Go Back».
29 октября 2019 года состоялся релиз восьмого альбома MC Mong «CHANNEL8», в числе композиций которого была выпущена песня «Chanel», записанная совместно с Пак Бом.
10 декабря состоялся релиз сингла Пак Бом и Пак Сандары «First Snow».

### 2024: Возобновление групповой деятельности 2Ne1
В середине 2024 года поступило официальное заявление о том, что группа проведет тур в полном составе под крылом YG Entertainment. Лидер группы CL намекнула на возможный выпуск песен от группы.

## Скандал с переправкой амфетамина
18 октября 2010 Пак Бом из США отправила в Корею Adderall (аддерол — фармацевтический препарат содержащий сочетание амфетамин аспартата (25 %), сульфата амфетамина (25 %), декстроамфетамина сахарата (25 %), декстроамфетамина сульфата (25 %)). Используемый для лечения синдрома дефицита внимания и гиперактивности (СДВГ) и нарколепсии. После досмотра таможней в аэропорту за посылкой была установлена слежка, позже пакет был доставлен в дом бабушки Пак Бом. Ввоз Амфетамина (в данном случае Adderall содержащий амфетамин, это НЕ амфетамин в чистом виде) на территорию Кореи запрещён, против Пак Бом не предъявили обвинений, поскольку у неё был рецепт на данный препарат. Однако инцидент не был освещён сразу, а всплыл в 2014 году. Тогда же представители YG Entertainment выступили с официальным заявлением, где говорилось о том, что Пак Бом имеет официальный рецепт на лекарства, выписанный в США; девушка не знала о незаконности отправки такой посылки в Корею. Заострение внимания общественности на этом скандале спустя три года вызвало негативную реакцию общественности; появились версии, что «всплытие» этого факта является попыткой отвлечь от расследования крушения парома «Севоль».
Из-за скандала Пак Бом пришлось оставить съёмки в телешоу Соседи после 13 эпизода.

### Интервью 2018 года
25 апреля 2018 года телешоу «PD Notebook» вновь затронуло эту ситуацию, а также всплыли очередные подозрения насчёт реального возраста Бом, который активно обсуждается последние несколько лет. В эксклюзивном интервью исполнительница впервые за долгое время поделилась информацией, которая не была озвучена ею ранее:
Знакомый связался со мной, поэтому я и посмотрела «PD Notebook» со своими родителями. У них уже иммунитет к слову «наркотики», сейчас они просто вздыхают. Тяжело видеть моих родителей такими. Когда всё всплыло впервые, они спросили «Ты действительно сделала это?», а сейчас они просто вздыхают […] Я вынуждена принимать лекарства со времён средней и старшей школы. У меня синдром дефицита внимания, эта болезнь не так хорошо известна в Корее. Эдисон, король изобретений, тоже страдал от этого. Название заболевания стало известным, но нужных лекарств не было, поэтому я принимала те, что нужны от СДВГ. Так как нет необходимых медикаментов, болезнь тяжело переносить […] Разочаровывает, что люди говорят, что такие лекарства – это 100% амфетамины. Называют это наркотиками, но разве это не то, что я должна принимать, чтобы вылечиться? […] Я хочу вернуться успешной певицей и купить своим родителям большой дом, потому что они столько страдали из-за меня.

## Стиль и влияние
Стилевые предпочтения Пак Бом — поп и R&B; среди исполнителей, повлиявших на её творчество, она называет Мэрайю Кэри и Бейонсе

## Дискография

### Синглы
| Год  | Название                                     | Пиковая позиция | Продажи         | Альбом             |
| Год  | Название                                     | KOR             | Продажи         | Альбом             |
| ---- | -------------------------------------------- | --------------- | --------------- | ------------------ |
| 2006 | «Anystar» (с G-Dragon и Gummy)               | —               |                 | Не сингл с альбом  |
| 2009 | «You and I»                                  | 1               | KOR: 5,387,231+ | To Anyone          |
| 2011 | «Don’t Cry»                                  | 1               | KOR: 3,121,883+ | 2NE1               |
| 2011 | «Having an Affair» (с G-Dragon и Пак Мён Су) | 1               | KOR: 4,172,894+ | Infinite Challenge |
| 2013 | «All I Want for Christmas Is You» (с Ли Хай) | 5               | KOR: 273,832+   |                    |
| 2019 | Sping (feat Дара). - My Lover; - Shame.      | 2               | KOR: 8,658+     | SPRING             |
| 2019 | «4:44» (feat Хвин (Mamamoo)                  | 84              | —               | re:Blue Rose       |

### Сингл альбом
| Title  | Детали                                                                       | Позиции в чартах | Продажи       |
| Title  | Детали                                                                       | KOR              | Продажи       |
| ------ | ---------------------------------------------------------------------------- | ---------------- | ------------- |
| Spring | - Релиз: 13 марта 2019 года - Лейбл: D-Nation - Формат: CD, digital download | 2                | - KOR: 15,137 |

### Коллаборации
| Год  | Название                                             | Пиковая позиция | Продажи | Альбом                       |
| Год  | Название                                             | KOR             | Продажи | Альбом                       |
| ---- | ---------------------------------------------------- | --------------- | ------- | ---------------------------- |
| 2006 | «We Belong Together» (Big Bang совместно с Бом)      | —               |         | We Belong Together           |
| 2006 | «Anystar» (Ли Хёри совместно с Бом и Ли Чун Ги)      | —               |         | Не сингл с альбома           |
| 2006 | «Forever with You» (Big Bang совместно с Бом)        | —               |         | BIGBANG                      |
| 2007 | «Along My Way» (Red Roc совместно с Бом)             | 1               |         |                              |
| 2007 | «Baby Boy» (Лекси совместно с Бом)                   | —               |         | RUSH                         |
| 2010 | «Oh Yeah» (GD & TOP совместно с Бом)                 | 1               | KOR:    | GD & TOP                     |
| 2012 | «Up» (Epik High совместно с Бом)                     | 1               | KOR:    | 99                           |
| 2013 | «Black (Японская версия)» (G-Dragon совместно с Бом) | —               |         | One of a Kind + Heartbreaker |

## Награды и номинации
| Год  | Премия                       | Номинация                         | Что номинировано | Результат |
| ---- | ---------------------------- | --------------------------------- | ---------------- | --------- |
| 2009 | Cyworld Digital Music Awards | Самая иконическая корейская песня | «You and I»      | Победа    |
| 2010 | Mnet Asian Music Awards      | Лучший цифровой сингл             | «You and I»      | Победа    |